# Ярцево (Залесское сельское поселение)
Ярцево — деревня в Устюженском районе Вологодской области.
Входит в состав Залесского сельского поселения, с точки зрения административно-территориального деления — в Залесский сельсовет.
Расстояние по автодороге до районного центра Устюжны — 34 км, до центра муниципального образования деревни Малое Восное — 14 км. Ближайшие населённые пункты — Дорино, Крутец, Лухнево, Избищи

## История
В конце XIX и начале XX века деревня административно относилась к Ярцевской сельской общине Маловосновской волости Устюженского уезда Новгородской губернии.
К Ярцевской сельской общине относились так же деревни Дорино и Аладьино (Аладьево)
Согласно "Списку населенных мест Новгородской губернии за 1911 г." в деревне было 50 занятых постройками дворовых мест, на которых было 75 жилых строений. Жителей обоего пола - 278 человек (мужчин - 128, женщин - 150). Главное занятие жителей - земледелие, подсобное занятие - отхожий промысел. В деревне был хлебо-запасной магазин.

## Демография
Население по данным переписи 2002 года — 159 человек (79 мужчин, 80 женщин). Преобладающая национальность — русские (97 %).